# Huglarska pesnička veština
Huglarska pesnička veština predstavlja popularnu pesničku veštinu u kastiljanskoj književnosti. Ona je bila bila pevana, razvijena od strane kastiljanskih zabavljača – huglara između 12. i 14. veka. Huglarska pesnička veština je imala ključnu ulogu u stvaranju brojnih epskih pesama kao što je „Pesma o Sidu” i kraćih narativnih ili lirskih dela poznatih kao romanse ili španske narodne balade. Kasnije one su bile sakupljane i nastajali su romanseri. Epske pesme koje su izvodili huglari bile su veoma popularne, metrički nepravilne i prenosile su se usmenim putem s kolena na koleno. Posledice usmenog predanja je bila neretka pojava određenih varijancija u delima.

## Etimologija imena
Reč „mester” vodi poreklo od reči „menester” koja je nastala od latinske reči „minesterium”, što znači veština, zanimanje, dok reč huglar (шп. „juglar”) ima više značenja. Prvi put se pojavljuje u tekstovima pisanim u VII veku u obliku „joculator”, a kasnije će od nje proisteći španska reč huglar.

## Početak španske epske poezije
U raznim evropskim zemljama u srednjem veku počela se negovati epska poezija na narodnom jeziku, gde su bili opevani podvizi junaka tog doba, njihove bitke i osvajanja. U Kastilji ova poezija se pevala, recitovala i bila izvođena od strane huglara. To je bila književnost koja se nije prenosila pismeno, već usmeno i ona se uglavnom sastojala od pesama koje su bile pevane ili recitovane na trgovima, dvorovima u zamenu za hranu, odeću ili novac.
Španska srednjovekovna epska poezija je bila naročito razvijena u periodu između 12. i 14. veka tokom kojih se bavila raznovrsnom tematikom. Teme koje su obrađivane bile su popularne među svim slojevima španskog stanovništva.
Sva dela srednjovekovne španske epske poezije pripadaju jednoj od dve pesničke veštine: huglarskoj pesničkoj veštini (шп. mester de juglaría) ili kleričkoj pesničkoj veštini (шп. mester de clerecía), pri čemu prva predstavlja dela anonimnih autora, a druga druga dela obrazovanih ljudi, uglavnom sveštenika (шп. clérigos).
Osnovne karakteristike španske epske poezije su realistično opisivanje, kako likova tako i dogadjaja iz istorije, kao i beleženje egzaktnih topografskih podataka. Zahvaljujući tome, epske pesme, pretočene u prozu, imale su značajnu ulogu u zapisivanju prvih hronika koje su svedočile o događajima na Iberijskom poluostrvu. Upravo po tome se razlikuje od drugih evropskih književnosti.

## Razlika između huglarske i kleričke pesničke veštine
Iako pripadaju srednjovekovnoj književnosti, obe veštine imaju različite karakteristike, kao i ciljeve. Glavna figura huglarske pesničke veštine bio je huglar, kao što je to bio klerik u kleričkoj pesničkoj veštini. Huglari su imali za cilj da zabave publiku, da je informišu, dok su klerici težili didaktici. U kleričkoj pesničkoj školi preovlađuju verske teme, dok su u huglarskoj zastupljene istorijske. Najznačajnija razlika je bila u metričkoj formi, koja je kod klerika bila precizno definisana. Huglari su iskljičivo obrađivali nacionalnu istoriju, dok su klerici obrađivali i internacionalnu.
| Karakteristike   | Huglarska pesnička veština       | Klerička pesnička veština |
| ---------------- | -------------------------------- | ------------------------- |
| Glavna figura    | Huglar                           | Klerik                    |
| Način prenošenja | Usmeni                           | Pisani                    |
| Cilj             | Istorijsko informisanje i zabava | Podučavanje               |
| Stihovi          | Nepravilni                       | Pravilni                  |
| Rima             | Asonantska                       | Konsonantska              |
| Stil             | Jednostavan i umeren             | Složen                    |

## Huglar
Od 5 glavnih značenja koje daje RAE za reč “huglar” dve (takodje preuzete i iz pozorišnog rečnika Gomes Garsija) se odnose na atraktivnog umetnika koji garantuje spektakl u zamenu za novac i druge stvari poput hrane, smeštaja itd.
Huglarska pesnička veština predstavlja skup epske i lirske narodne poezije srednjeg veka koju su pevali huglari. Na kastiljanskom jeziku reč huglar prvi put se spominje 1047. godine, kada se oni pojavljuju u Leonu. Ramon Menendes Pidal u svojoj knjizi „Huglarska poezija i poreklo romanskih književnosti”(шп. Introducción y orígenes de las literaturas románicas), objašnjava nastanak reči huglar od latinske reči jocularis, joculator. Naziv joculator, od koga će kasnije proisteći španska reč juglar, pojavljuje se već u tekstovima zapisanim u VII veku u srednjoj Evropi i označio je zabavljača, pevača i svirača čiji je posao da zabavlja kralja i njegovu svitu, ali i najšire slojeve naroda.
Imenica Juglaría bi bila reč koja označava čitav skup aktivnosti kojima su se huglari bavili. Smatra se da njihovo zanimanje ima trostruko poreklo. Oni nastavljaju tradiciju rimskih histriona, putujućih muzičara i zabavljača koji su opstali nakon propasti Rimskog Carstva. Njihovim prethodnicima smatraju se i germanski pevači - skopi koji su putovali od zamka do zamka pevajući i recitujući o herojskim podvizima ratnika, kao i o značajnim istorijskim događajima. Veliku ulogu u formiranju lika huglara imala je i blizina Islama i mavarski uticaji. Ramon Menendes Pidal (шп. Ramón Menéndez Pidal) proučavao je sačuvanu dokumentaciju o huglarima i rezultate objavio u nekoliko knjiga.
Izvođenje narodnih pesama nije bilo jedino zanimanje huglara. Oni su pred publikom izvodili različite trikove, akrobacije, recitovali i pevali stihove, svirali i igrali. Oni su često bili i autori pesama koje su izvodili i bili su prvi koji su ih izvodili na narodnom jeziku.

Koristili su imena koja su bila zanimljiva i zvučna kako bi ih sto lakše zapamtili. Uzimali su imena kao Alegret (срп. Veseljak), Pedro Agudo (срп. Pedro Oštroumni), Corazón, Bonamís... Bilo je žena koje su bile huglari (шп. juglaresas) kao što je Marija Sotil (шп. María Sotil), ali bilo je i igračica kao što je Graciosa Alegre. Često su sebi davali nadimak po instrumentu koji su svirali. Tako se huglar Alfonsa X Učenog zvao Cítola, drugi su imali nadimke Cornamusa, Malanotte, Maldicorpo, Ancho. Nosili su šarena odela, živih boja i ta odela su bila krojena sa mnogo ukusa. Pripadali su nižim slojevima društva i najčešće bili nepismeni. Pamtili su pesme koje su izvodili i što su više pesama znali to su bili traženiji. Putovali su peške ili na konju i svuda su bili dobro prihvaćeni. 
 Gostovali su i na italijanskim i francuskim dvorovima i bili pozivani na velike svečanosti. U zamenu za novac, hranu ili smeštaj, osim zabave, nudili su i obilje novih vesti i priča koje bi čuli na svojim putovanjima, kao i spektakl na ulicama i javnim trgovima.
Ono što je bitno za književnost je to da su oni pevali ili recitovali stihove koji su napisali drugi autori, tj. trubaduri. To su izvodili na dvorovima feudalaca kod kojih su boravili, zatim na javim mestima kao što su trgovi.
Tokom prve etape Srednjeg veka, od 10. veka do prve polovine 13. veka su dominirali uglavnom epski huglari, učeni pesnici koji su obično recitovali tirade i delove narativne ili biografske poezije (epske junačke pesme- cantares de gesta). Počevši od druge polovine 13. i u 14. veka dominiraju lirski huglari koji su recitovali dvorsku poeziju.
Tokom 14. veka huglari su počeli da žive sistematičnijim načinom života. Nastanili su gradove i počeli da rade na dvoru. Neki od huglara su stekli poštovanje u društvu i postali ministriles (svirali su gudački ili duvački instrument). Druga grupa poeta su bili goliardos (buntovnici). Jedna od najpoznatijih muzičkih kompilacija nosi naziv “Karmina Burana”. Radi se o kantati napisanoj od strane nemačkog muzičara 20. veka Karla Orfa koja se zasniva na pevanjima srednjovekovnih goliarda. Karakterisale su ih burleskne kompozicije i kritikovanje tamošnjeg naroda u to doba. Bili su neshvaćeni od strane Crkve. Ponekad su koristili latinski jezik. Instrumenti koje su huglari najviše koristili su:
- Vihuela, u raznim oblicima i veličinama, sa 5 žica
- Salterio, gudački instrument sličan kitari
- Laud, poznat još od 9. veka kada su je u Španiju doneli arapski konkvistadori
- Flauta
- Oboa
- Gajde, bile su najpopularnije među instrumentima
- Trube, koristilo ih je samo plemstvo
- Zanafoña, gudački instrument
- Činele

Jedan od najpoznatijih huglara je bio Markabru, ali je većina autora bila anonimna. Najpoznatiji španski junački ep je bio Pesma o Sidu.

### Razlike između huglara i trubadura
U 11. veku, u Provansi, pojavljuje se reč trubadur koja označava književnog stvaraoca. Krajem 12. veka ta reč se prvi put nalazi u jednom španskom pravnom dokumentu.
Trubadur je uvek imao viši društveni položaj od huglara. Obično je bio relativno obrazovan, često je pripadao plemstvu i za njega je pisanje stihova i komponovanje muzike predstavljalo razonodu, dok je za huglara javno izvođenje tih stihova predstavljalo svakodnevni posao. Ono što je očigledna razlika izmedju huglara i trubadura je to što prvi zahteva prisustvo publike i pripada teatralnom delu spektakla, dok drugi ne iziskuje publiku već se bavi književnim delom posla.

## Epske junačke pesme
Istorija se piše putem pesama koje pričaju o podvizima heroja. Da bi postojala istorija treba da postoje heroji, a da bi postojali heroji, treba da postoje oni koji će pevati o njihovim trijumfima. To su uglavnom pevali huglari. Život i književnost se sjedinjuju u zajednicu koju čine mitovi i legende.
Repertoar huglara je bio sastavljen iz scena iz epskih junačkih pesama (шп. cantares de gesta). Naziv potiče od latinske reči gero, koja označava glagol raditi. Cantares se zovu zbog toga što su bile recitovane. Te pesme je huglar recitovao pred publikom.
Kada bi skupio grupu ljudi da ga slušaju on bi počeo da peva svoju pesmu (шп. cantilena)- vrsta male pesme koja je sadržala izvanredne podvige nekih likova koji bi ubrzo postali popularni.
Ti likovi su uglavnom bili heroji (шп. héroes) i vitezovi (шп. caballeros), koji su obavaljali svoje legendarne podvige. Hrabrost je bila vrlina koja se najviše cenila u srednjovekovnom društvu. Većina autora epskih junačkih pesama su anonimni. Prve verzije istorijskih propovedi nastaju putem usmenog predanja. To se svodilo na prepričavanja nečega što je neko nekome rekao, na osnovu onog što je taj neko prethodno čuo. Kao što se može pretpostaviti, dela koja su se prenosila usmenim putem su veoma često doživljavala razne varijacije.
Kako u Francuskoj, tako su i u Španiji počele da se pišu pesme sa asonantskom rimom. Ubrzo su u Francuskoj prešli na konsonantsku rimu i pravilne stihove. Nasuprot tome, u Španiji se uvek negovala asonantska rima i bila je karakteristična metrička nepravilnost (anizosilabizam). Te pesme su bile pevane od strane huglara, a bile su slušane sa istom pažnjom i interesovanjem kako kod seljaka, tako i kod gospode sa dvora.
Epska junačka pesma služi selu kako u istorijskom smislu (kako bi saznali nešto o istorijskim podvizima i poznatim likovima), tako i u informativnom smislu, kako bi bili u toku sa tamošnjim događajima. U Kastilji su se zvali шп. cantos noticieros. To su bile određene, kratke priče koje su se pojavile pod direktnim uticajem neke istorijske činjenice. Ovih dela nema evidentiranih u pisanim formama jer su se isključivo recitovale, tj. prenosile usmenim putem. Malobrojni huglarski rukopisi koji su sačuvani se ne nalaze u izvornom obliku zbog nedostatka određenog broja strana. Postoji pretpostavka da je do gubljenja strana dolazilo prilikom njihovog nošenja listova kako bi se podsetili teksta kada to zatreba. Jedino su se u Francuskoj, još od 13. veka prepisivali rukopisi koji su bili veoma raskošno i elegantno urađeni. Zahvaljujući tome su se i sačuvale skoro sve franuske epske junačke pesme. Kako se to nije radilo u Španiji, došlo je do toga da je svega nekoliko španskih epskih junačkih pesmama sačuvano.
Ramon Menendes Pidal hronološki deli špansku epiku na sledeći način:
1. Od nastanka do 1140. godine
2. Od 1140. do 1236. godine (procvat epskih junačkih pesama)
3. Od 1236. do 1350. godine
4. Od 1350. do 1480. godine (pad interesovanja za epske junačke pesme)[14]

Osnovne karakteristike epskih junačkih pesama:
- Pisane u stihu
- Korišćenje kratkih opisa
- Koristili su izraze koji su pridobijali pažnju slušalaca
- Dodavali su vokal e na kraju reči
- Prenosile se usmenim putem
- Anonimne
- Pevane ili recitovane

Veliki broj epskih junačkih pesama je izgubljen. Alan Dejermond енгл. Alan Deyermond je napravio spisak od oko 180 spevova izgubljenih na Iberijskom poluostrvu.
Postoje dokazi da je postojao veliki broj spevova, što se saznaje iz hronika. Prva datira iz 13. veka i njen autor je Alfonso X Učeni (Primera crónica general). U njima se kao istorijski izvori uzimaju junačke pesme. To je zbog toga što je narodni pevač sastavljao pesmu baš nakon tog istorijskog događaja koji je opisivao. Samo su neki od tih spevova zapisani.
Menendes Pidal se bavio proučavanjem hronika i tako uspeo da rekonstruiše nekoliko spevova tragajući za rimom u proznim tekstovima.
Postoje četiri sačuvana nepotpuna teksta:
1. Cantar de mio Cid (najznačajniji epski junački spev)
2. Cantar de Roncesvalles (Odlomak koji se sastoji od 100 tihova)
3. La mocedades de Rodrigo (Govori o Sidovoj mladosti i sastoji se od 1160 stihova)
4. Poema de Fernán González (po metričkoj formi pripada kleričkoj pesničkoj veštini, ali po stilu huglarskoj)

### Pesma o Sidu
Pesma o Sidu (шп. El cantar de mío Cid) je prvi očuvani spomenik španske književnosti. Smatra se da je spev nastao u prvoj polovini XII veka, verovarno oko 1140. godine. Ali jedini sačuvani rukopis potiče s početka XIV vekai sačuvan je zahvaljujući tome što ga je zabeležio Per Abat 1307. godine. O Peru Abatu se ništa ne zna, iako se on pojavljuje u tekstovima srednjeg veka. Ovaj dragoceni rukopis se čuva u Nacionalnoj biblioteci u Madridu.
Ramon Menendes Pidal ovaj spev deli na tri pevanja:
1. Sidovo izgnanstvo (шп. El destierro del Cid)
2. Venčanja Sidovih kćeri (шп. Las bodas de las hijas del Cid)
3. Uvreda u Korpesu (шп. La afrenta de Corpes)[16]

Ovo delo govori o herojstvu, vernosti, veri, pravdi, smrti, porodici, časti i prestižu koji se u srednjem veku vrednovao više od bilo čega drugog. Takođe, predstavlja nam mržnju i preveliku želju za bogatstvom koja je, u tom periodu, u značajnoj meri prisutna.
| „                                         | 295 Quando lo sopo myo Çid el de Bivar, „Kad Sid od Bivara saznade Quel creçe conpaña, por que más valdrá, da mu družina raste i da će tako biti jača, Apriessa cavalga, rreçebir los salie; Odmah uzjaha konja i ode da ih srete; [Dont a ojo los ovo], tornós a sonrisar; [Čim ih ugleda] osmeh mu ozari lice; 298 b Lléganle todos, la manol ban besar. svi mu pristupaju da ga u ruku celivaju. Fabló myo Çid de toda voluntad: Moj Sid jako razdragan progovori: 300 «Yo rruego a Dios e al Padre spirital, „Molim Boga, našeg duhovnog oca, Vos que por mí dexades casas e heredades, da vama, koji zbog mene ostavljate kuću i baštinu, Enantes que yo muera, algún bien vos pueda far, pre nego što umrem, uzvratim takvim dobrom Lo que perdedes, doblado vos lo cobrar. » […] i da dvostruko nadoknadim ono što gubite […]” | ” |
| — Odlomak iz prvog pevanja, XVIII rukovet | |   |

Osnovne karakteristike ovog speva:
- Upotreba upravnog govora
- Stil je umeren i jednostavan
- Realizam (nema fikcije)
- Verodostojnost opisivanja
- Najkraći stih u pevanju ima 9 slogova, a najduži 22
- Asonantska rima
- Anizosilabizam
- Upotreba epskih epiteta
- Podela stihova na polustihove

Ovaj spev ima 3730 stihova i nedostaje mu jedan list na početku i dva u sredini. Spev je prvi put štampan i objavljen 1779. godine. Kod nas je kritičko izdanje objavio Vlado Drašković i to je ujedno i prvi prevod na srpskohrvatski jezik.
| „                      | Sida je napisao oko 1140. neki anonimni huglar koji je, po svim indicijama, bio rodom iz Medinaselija, veoma jakog grada, nedavno osvojenog, na granici sa Mavarima. Možda taj huglar nije bio Kastiljanac, već Mosarapin, odgojen među muslimanima ove oblasti koju su nedavno osvojili hrišćani [...] | ” |
| — Ramon Menendes Pidal | |   |

## Versifikacija
Sve njihove pesme imaju određene zajedničke odlike koje se odnose na jezik i versifikaciju.
Teme su obično pripadale junačkoj tradiciji ili legendarnim predanjima poteklim od nekog davnog istorijskog događaja. Sva dela su bila ispevana na narodnom jeziku (шп. el idioma romance). Pevali su na veoma živopisan način i koristili jednostavna sredstva kao što su: ponavljanja, paralelizme, anafore, epitete, pleonazme, sinonimiju, tautologiju, amplifikaciju... U sastavljanju su koristili stihove nejednake dužine i sa nejednakim brojem slogova, što se naziva anizosilabizam (шп. anisosilabismo). Iz toga vidimo da pisci još uvek nisu bili dobro ovladali metričkim veštinama. Stihovi se dele na polustihove (шп. hemistiquios), gde su najčešće kombinacije broja slogova u stihu bile 7+7, 7+8, 6+7, 6+8, 8+8 ... U tim pesmama ne postoje strofe. Stihovi se grupišu u rukoveti (шп. tirada) ili se jednostavno nižu. Te celine mogu biti i tematskog karaktera, kao i grupisanja na osnovu asonantske rime. Huglari su upotrebljavali asonantsku rimu, koja im je davala slobodu da improvizuju i zapamte. Ovakva rima podrazumeva podudaranje svih slogova počevši od poslednjeg. To je primer nesavršene rime. Supotno Huglarskoj pesničkoj veštini nalazi se Klerička pesnička veština. Jedna vrlo važna odlika Huglarske pesničke škole jeste anizosilabizam, stihovi su nepravilini i imali su između 10 i 16 slogova, ali tu je preovladavao aleksandrinac.

## Pozorište
Neke hipoteze povezuju huglare sa pojavom srednjovekovnog pozorišta. Huglar, čovek-spektakl, komičar i dramaturg, recitator, muzičar i akrobata bio je opisan po rečima Keveda kao шп. bululú, “očajni lakrdijaš” sa umetničkim pretenzijama. Novi huglari, autentični kraljevi uličnog pozorišta, ponovo su praktikovali neknjiževno pozorište, uglavnom satirično-političko, veoma zabavnog karaktera.
Međutim, na osnovu novijih istraživanja dolazimo do toga da je najverodostojnija teorija o nastanku pozorišta teorija o liturgijskom poreklu. Smatra se da je Crkva zaslužna za nastanak pozorišta i da su njegovi začeci u liturgiji. Samim tim, druge dve teorije (teorija o folklornom poreklu i teorija o huglarima) bivaju neprihvatljive.

## Literatura
- R. Menéndez Pidal, Poesía juglaresca y juglares,sexta edición; Madrid, 1969;
- Poema de Fernán González. Ed. de Juan Victorio, Madrid, Cátedra, 1998;
- R. Menéndez Pidal, Poesía juglaresca y orígenes de las literaturas románicas, Instituto de Estudios Políticos, Madrid, 1957;
- Pavlović-Samurović, Ljiljana, Soldatić, Dalibor, Španska književnost 1. Beograd, Sarajevo, Nolit, Svjetlost, 1985;
- Pedraza, Felipe B., Rodríguez, Milagros: Manual de literatura española, vol. 1, Tafalla, Cénlit, 1980.
- Ramón Menéndez Pidal, Introducción y orígenes de las literaturas románicas, Instituto de Estudios Políticos, Madrid, 1957;
- Ramón Nieto, Historia de la literatura española, Acento Editorial, Madrid, 2001;
- Jean Kanavaggio, Historia de la literatura española, tomo uno, La edad media;

## Spoljašnje veze
- Enciklopedija Britanika. Pesnička huglarska veština;
- Virtuelna biblioteka. Pojava epske poezije na narodnom jeziku u Kastilji;
- «Mester de juglaría» Španska epska poezija; Архивирано на веб-сајту  (9. децембар 2014)
- Rečnik španske kraljevske akademije. Poreklo reči huglar;
- Virtuelna biblioteka. Huglari. Srednji vek;
- Huglarska pesnička veština. Epske junačke pesme;